# Formica forsslundi
Formica forsslundi é uma espécie de formiga do gênero Formica, pertencente à subfamília Formicinae.